# Leonar3Do

Leonar3Do

A Leonar3Do egy integrált szoftver és hardver platform, amely virtuális valóság (VR: en:Virtual reality) környezetet képes teremteni. Segítségével a térben lehet objektumokat alkotni, tetszőlegesen változtatni és elemezni. A Leonar3Do a forgalomban levő személyi számítógépek konfigurációit komplett interaktív 3D munkakörnyezetté egészíti ki. A Leonar3Do platform termékeit és megoldásait, a Rátai Dániel feltaláló által alapított Leonar3Do International Zrt. (korábban: 3D For All Ltd, alapítva: 2005) fejleszti és forgalmazza.

## Működése, felépítése
A Leonar3Do fontosabb hardverelemei: egy hat szabadságfokú, térbeli beviteli eszköz (egér helyett: madár. Egy kis nyomógomb és egy nyomásérzékeny gomb található rajta, a tapintásérzetért rezgőmotor felel.), egy 3D szemüveg, a monitor tetejére elhelyezhető szenzorok és a központi egység. A hat szabadságfok a gyakorlatban azt jelenti, hogy a madárral nem csupán megfogni és arrébb helyezni lehet a virtuális tárgyakat, hanem egyúttal el is lehet forgatni őket.

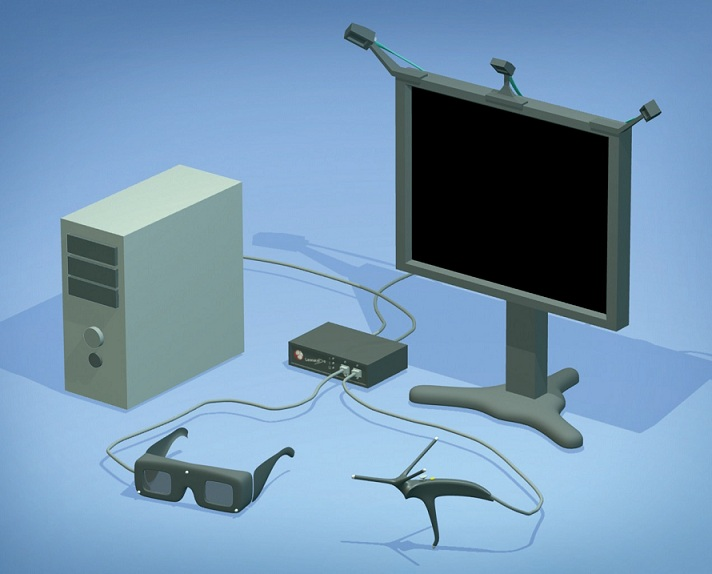
Leonar3Do hardver elemei

Vonalszenzor-alapú pozíciódetektálás jellemzi, és beépített fejpozíció-követéssel rendelkező 3D-s szemüveggel rendelkezik. A szemüvegbe beépített infra LED-eket a vonalszenzorok érzékelik, így a szoftver folyamatosan tisztában van a két szem pontos pozíciójával. A három szenzor a monitor tetejére szerelendő fel, amelyek folyamatosan nyomon követik mind a madár, mind a szemüveg pozícióját, a központi egységen keresztül információkkal látják el a számítógépre feltelepített Leonar3Do rendszerszoftvert. Ennek eredménye, hogy a virtuális objektumot körbejárhatjuk, benézhetünk alá, mögé és így tovább, mindig természetes perspektíva látható, olyan képet mutat a tárgyról, amilyet az adott szögből a valóságban a felhasználó érzékelne.
Az alkalmazások a feldolgozott adatoknak megfelelően állítják elő és kezelik a létrehozott virtuális valóságot, s jelenítik meg a térben. Komplett alkalmazásprogramozói felülettel rendelkezik (lásd lentebb: SDK), amelyre a már ismert programozási nyelvekkel fejleszthetők szoftverek.

## Leonar3Do változatok, kiegészítők
A Leonar3Do International, a technológiára építve, számos megoldást és szoftver alkalmazást fejleszt, illetve forgalmaz.

### Leonar3Do hardver egységcsomag
Az alapcsomag a következő elemeket tartalmazza:
- Központi egység

- 3D szemüveg
- 6 szabadságfokú marker (bird)
- 3 db szenzor (jobb, bal, középső)
- Analóg-videó Vezérlő (AVC)
- Digitális-videó Vezérlő (DVC)

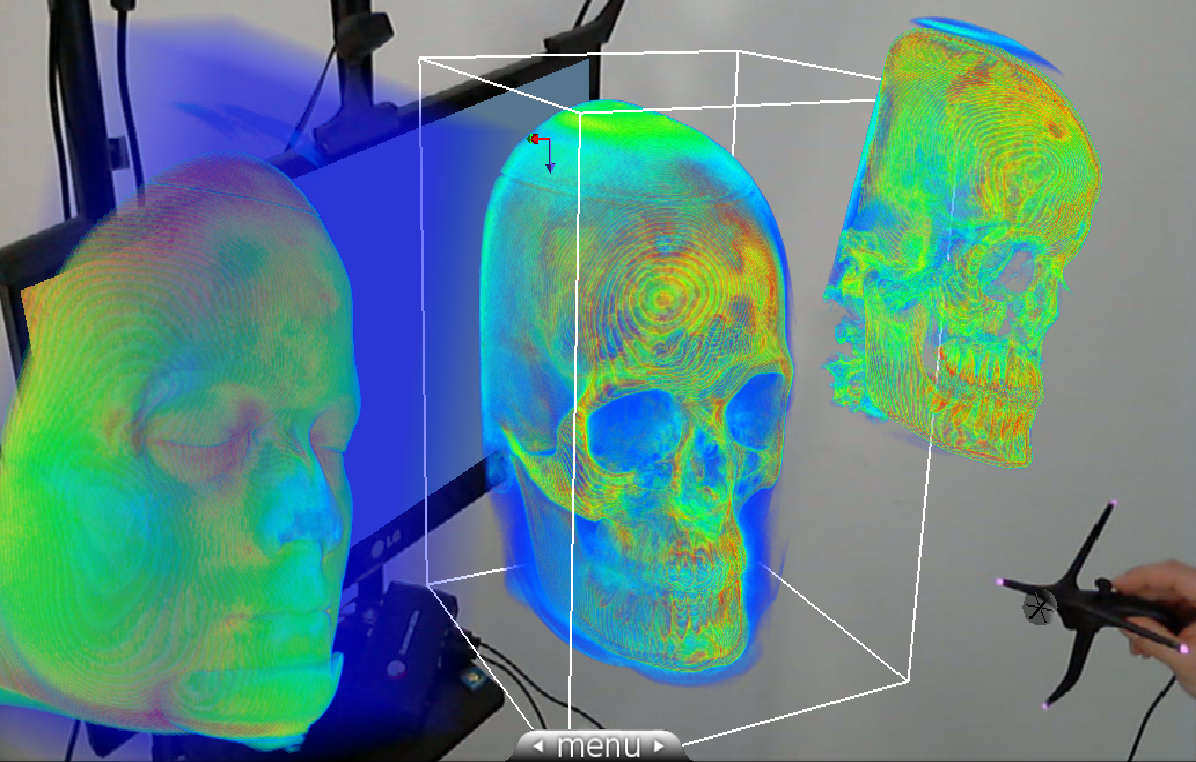
Leonar3Do működés közben

- DVD a Leonar3Dohoz tartozó szoftverekkel és használati útmutatóval[1]

### Iparági megoldások (egyedi, iparág specifikus csomagok)[2]
- Vimensio: Ez, a Leonar3Do platformra épülő megoldás, az oktatási területet célozza. Segítségével 3D-s interaktív tereket, szimulációkat és 3DVR alkalmazásokat lehet létrehozni.[3] Tartalmazza, a Leonar3Do virtuális valóság hardver eszközeit, illetve a Vimensio oktatási szoftvert. A Vimensio érvényesíti a háromdimenziós gondolkodás és kommunikálás előnyeit az oktatásban.

Vimensio Edit: Segítségével, programozási nyelvek alkalmazása nélkül, háromdimenziós oktatási tartalmak alkothatók.
Vimensio Play: A Vimensio Edit segítségével elkészített tartalmak prezentálására, animálására alkalmas, 2D-s és 3D-s környezetben egyaránt.
- Leonar3Do for 3D Designers and Artists: A megoldás részét képezi a (hardver egységcsomagon felül) a LeoWorld illetve a LeoBrush szoftver (részleteket lásd lentebb "Szoftver alkalmazások"). A szoftver valós időben alakítja ki a forma geometriáját, ahogy a poligonok átrendeződnek. A Leonar3Do modellező és animációs szoftvere és játékfejlesztői felülete, integrálható valós idejű algoritmusokkal (például fizika, állítható gravitáció).[4][4] A Leonar3Do, a grafikusok és alkotók számára egy Autodesk MAYA plug-in-t is kifejlesztett: A háromdimenziós virtuális valóság modellezés és tervezés, egy intuitív és interaktív módját kínálja. A technológia és a "madár" segítségével, a finom módosítások vertex, poligon és face felületek manipulálásával eszközölhetők. Az úgynevezett BOX MODELING karakter építés pedig a térben történő építkezéssel megvalósítható.

- LeoConf: A LeoConf a Leonar3Do többfelhasználós változata. Ez a gyakorlatban azt jelenti, hogy amit a Leonar3Do használója maga előtt megjelenít, létrehoz és kezel a térben, ugyanazt egy 3D vetítőrendszerrel egy időben megmutathatja a közönségének is. A közönség is mindent térben lát, akár egy 3D moziban. Természetesen LeoConffal nem csupán konferenciákon lehet 3D-ben kommunikálni, ugyanúgy tartható vele előadás, bemutató, prezentáció, tanóra is, akár több száz fős közönség számára.[5]

- SDK (Software Development Kit): Alkalmazásfejlesztési csomag, amely lehetővé teszi a felhasználó számára saját alkalmazás fejlesztését is C++ és OpenGL környezetben.[6]

A csomag tartalmazza a Leonar3Do harver eszközeit, a Leonar3Do SDK szoftvert, minta forráskódokat, dokumentációt és 1 évi fejlesztői support-ot.

### Szoftveralkalmazások
A szoftver alkalmazásokhoz a felhasználónak szüksége van a Leonar3Do Professional Edition csomagjára, vagy a Vimensio csomagra -beleértve a Leonar3Do hardver elemeket, és a Leonar3Do System Szoftvert- illetve egy 3D monitorra.
- LeoWorld:Ez egy 3D virtuális valóság modellező és animációs szoftver. Valós idejű poligon optimalizálást, fényviszony állítást 3D színezést tesz lehetővé. A szoftver segítségével a felhasználó fizikai tulajdonságokat adhat az objektumoknak (változtatható gravitáció, tömeg, ütközőképesség, visszapattanás stb.) 3D animációkat készíthet, és kiexportálhatja azokat videó formátumban.
- LeoCapture: E szoftver segítségével rögzíthető a 3D virtuális valóság terében felhasználó által végzett folyamat és bemutatható (akár valós időben is) a szokásos 2D környezetben (3D kamera, és 3D lejátszáshoz szükséges eszközök nélkül).

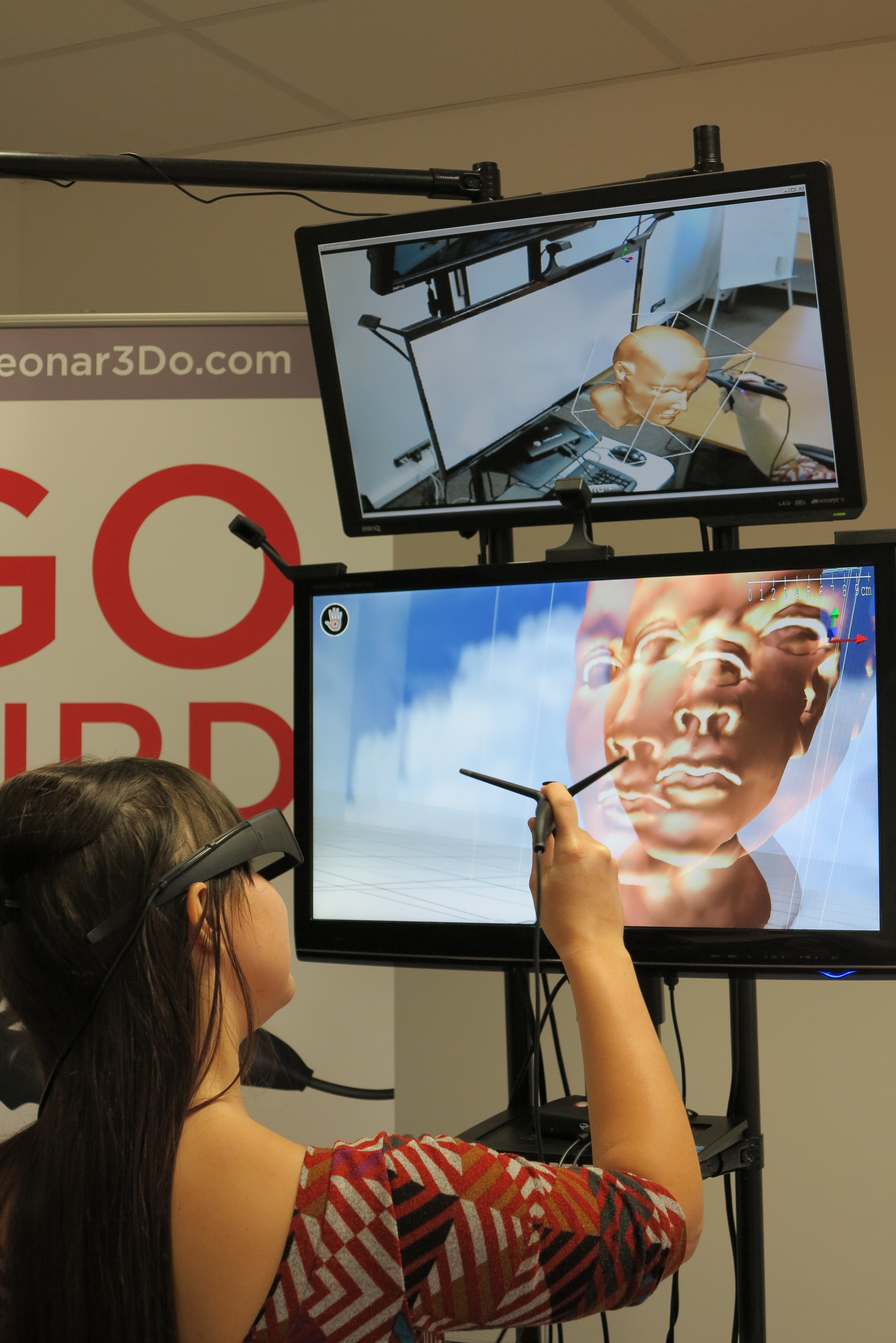
LeoCapture használatban

- LeoBrush: A monitor itt egy festővászon (2D) szerepét tölti be, amelyhez a madár festékszóró-pisztolyként (3D) használható.[1]
- LeoGomoku: 3D virtuális valóság játék. A térbeli amőba, ötödölő, 3D virtuális valóság változata.[1]
- LeoBang: 3D virtuális valóság játék. Különböző virtuális pályákon kell egy ütővel az újabb és újabb akadályokat lebontani.[1]
- SDK (Software Development Kit) Szoftver: Az alkalmazásfejlesztési szoftver, melynek részei az alkalmazásprogramozási felület (API), a dokumentáció, és a mintaforráskódok.
- Maya plugin (3D plugin, az Autodesk Maya szoftverhez): Egy olyan 3D plugin az AutoDesk Maya szoftver, aminek segítségével felgyorsíthatók bizonyos munkafolyamatok a Maya használata során. A Plugin segítségével valós időben, renderelés nélkül 3D-ben tekinthetőek meg a gyártás alatt álló objektumok. Finom módosítások vertex, poligon és face felületek manipulálásával eszközölhetők. Az úgynevezett BOX MODELING karakter építés, a térben történő építkezéssel kivitelezhető.
- Unity game engine plugin: A Unity szoftver motorjához fejlesztett plugin, segítségével, saját 3D virtuális valóság játék készíthető.
- Vimensio szoftver: Ez, a Leonar3Do platformra épülő alkalmazás, az oktatási területet célozza. Segítségével 3D-s interaktív tereket, szimulációkat és 3DVR (3D virtuális valóság) alkalmazásokat hozhat létre a felhasználó.[3] A Vimensio érvényesíti a háromdimenziós gondolkodás és kommunikálás előnyeit az oktatásban.

## Rövid történet
2004-ben a mai Leonar3Do elődjével 2. helyezést ért el a hazai középiskolai innovációs versenyen. 2005-ben a Magyar Innovációs Szövetség felkérésére a Leonar3Doval képviselte Magyarországot az Intel fiatal feltalálóknak kiírt nemzetközi versenyének döntőjén az USA-ban, ahol hat díjat kapott. Még az év szeptemberében bejegyzésre került cége 3D For All Ltd néven.
2006-ra összeállt a fejlesztői csapat. 2007-re fordulat következett a fejlesztési koncepcióban. Míg korábban arra törekedtek, hogy rögtön megtalálják az eladható alkalmazásokat, ezután már inkább az vált az elsődleges céllá, hogy magát a hardvert megalkossák. 2009-re kifejlesztették a gyártási technológiát, és elkészült a jelenlegi termék első prototípusa. Még az év nyarán megtalálták a kivitelezőpartnert is, Dunavarsányban a Caro Kft.-t. 2011-ben a vállalat székhelye a Talentis Business Parkba került át, ahol nagyobb és korszerűbb irodában működhetett.